# Oneida (Illinois)
Oneida es una ciudad ubicada en el condado de Knox en el estado estadounidense de Illinois. En el Censo de 2010 tenía una población de 700 habitantes y una densidad poblacional de 354,69 personas por km².

## Geografía
Oneida se encuentra ubicada en las coordenadas 41°4′19″N 90°13′29″O / 41.07194, -90.22472. Según la Oficina del Censo de los Estados Unidos, Oneida tiene una superficie total de 1.97 km², de la cual 1.97 km² corresponden a tierra firme y (0%) 0 km² es agua.

## Demografía
Según el censo de 2010, había 700 personas residiendo en Oneida. La densidad de población era de 354,69 hab./km². De los 700 habitantes, Oneida estaba compuesto por el 98.86% blancos, el 0.29% eran afroamericanos, el 0% eran amerindios, el 0.14% eran asiáticos, el 0% eran isleños del Pacífico, el 0.29% eran de otras razas y el 0.43% pertenecían a dos o más razas. Del total de la población el 1.14% eran hispanos o latinos de cualquier raza.